# Tarjeta de fidelización
La tarjeta de fidelización o tarjeta de fidelidad, que también se conoce como tarjeta de beneficios y descuentos o tarjeta de puntos,  es el soporte físico de programas que ofrecen bonificaciones (descuentos, premios etc.) al titular cuando consume productos de la empresa emisora de la tarjeta.

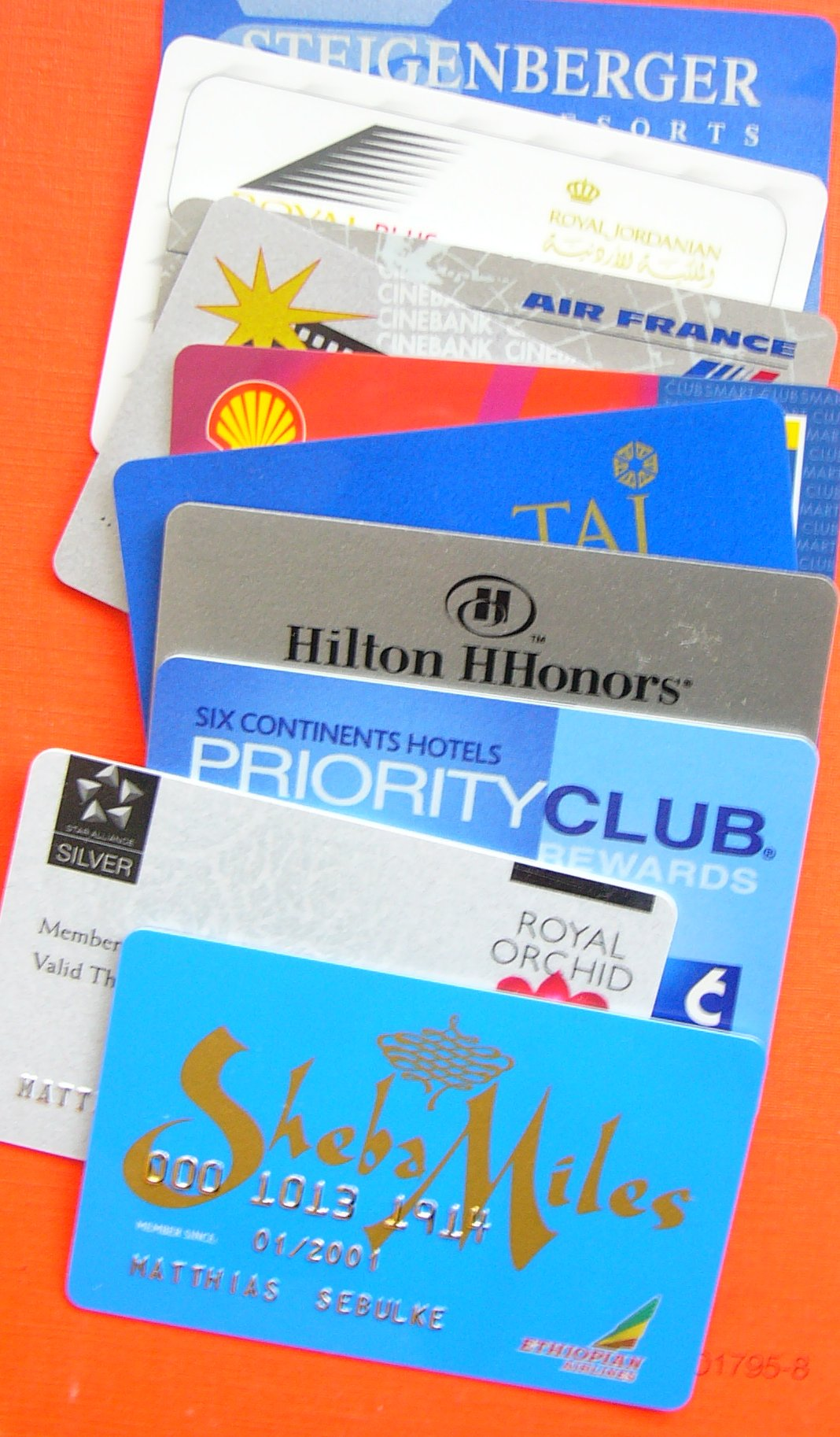
Tarjetas de fidelización

Una tarjeta de fidelidad posibilita el acceso a beneficios especialmente diseñados para los titulares, que pueden gozar sin coste alguno de los beneficios que otorgan a sus socios los establecimientos afiliados (restaurantes, discotecas, hoteles, agencia de viajes, tiendas, cines…) que participan en el programa.
Es una tarjeta electrónica emitida por determinados fabricantes, cadenas de distribución o empresas de servicios que la entregan gratuitamente a sus clientes. Este tipo de tarjetas permiten a los usuarios la acumulación de puntos en función de los consumos realizados en los establecimientos del emisor.

## Modo de funcionamiento
En el momento de la compra, la tarjeta se entrega al dependiente o cajero, que la pasa por el lector, cargándose un número de puntos proporcional al importe de la compra.
Los sistemas de tarjetas de fidelización y sus «programas de puntos» se basan en complejas soluciones de software de marketing relacional, así como en otros sistemas de gestión de puntos.
Los puntos acumulados dan derecho a la obtención de regalos, descuentos en productos habituales o servicios gratuitos. Para divulgarlo, las empresas editan folletos o catálogos que reparten a los usuarios informando de los regalos que pueden obtener en función de los puntos por canjear. Evidentemente, éstos son de mayor envergadura cuanto mayor es la cuantía obtenida.
Se llaman tarjetas de fidelización porque lo que busca el empresario es que el cliente, atraído por la obtención de puntos (y los regalos posteriores), consuma con mayor frecuencia los productos y servicios de su marca en detrimento de las competidoras.

## Ejemplos de tarjetas de fidelización
Actualmente, las tarjetas de fidelización son lanzadas por:
- Cadenas de distribución
- Cadenas de restauración
- Empresas de transporte de pasajeros, como:
  - Compañías aéreas
  - Compañías ferroviarias
  - Compañías de autocares
- Empresas de distribución de carburantes
- Empresas coaligadas: Se trata de la denominada tarjeta de fidelización multipatrocinador, también conocida como, programa de multifidelización de marcas y es una fórmula de gran éxito comercial en todo el mundo. Compañías de diferentes sectores se agrupan para premiar a sus clientes con descuentos, beneficios, puntos canjeables por viajes y regalos por la compra de sus productos o servicios.

La tarjeta de fidelización sirve para comprar mercancía a menor precio aplicando un descuento proporcional. Un ejemplo es un restaurante que entrega una tarjeta para que el cliente vuelva a visitarles y se beneficie de algún descuento que en su visita anterior no tuvo.